# (18801) Noelleoas
(18801) Noelleoas (1999 JO76) – planetoida z pasa głównego asteroid okrążająca Słońce w ciągu 3,67 lat w średniej odległości 2,38 j.a. Odkryta 10 maja 1999 roku.